# Teléfono móvil

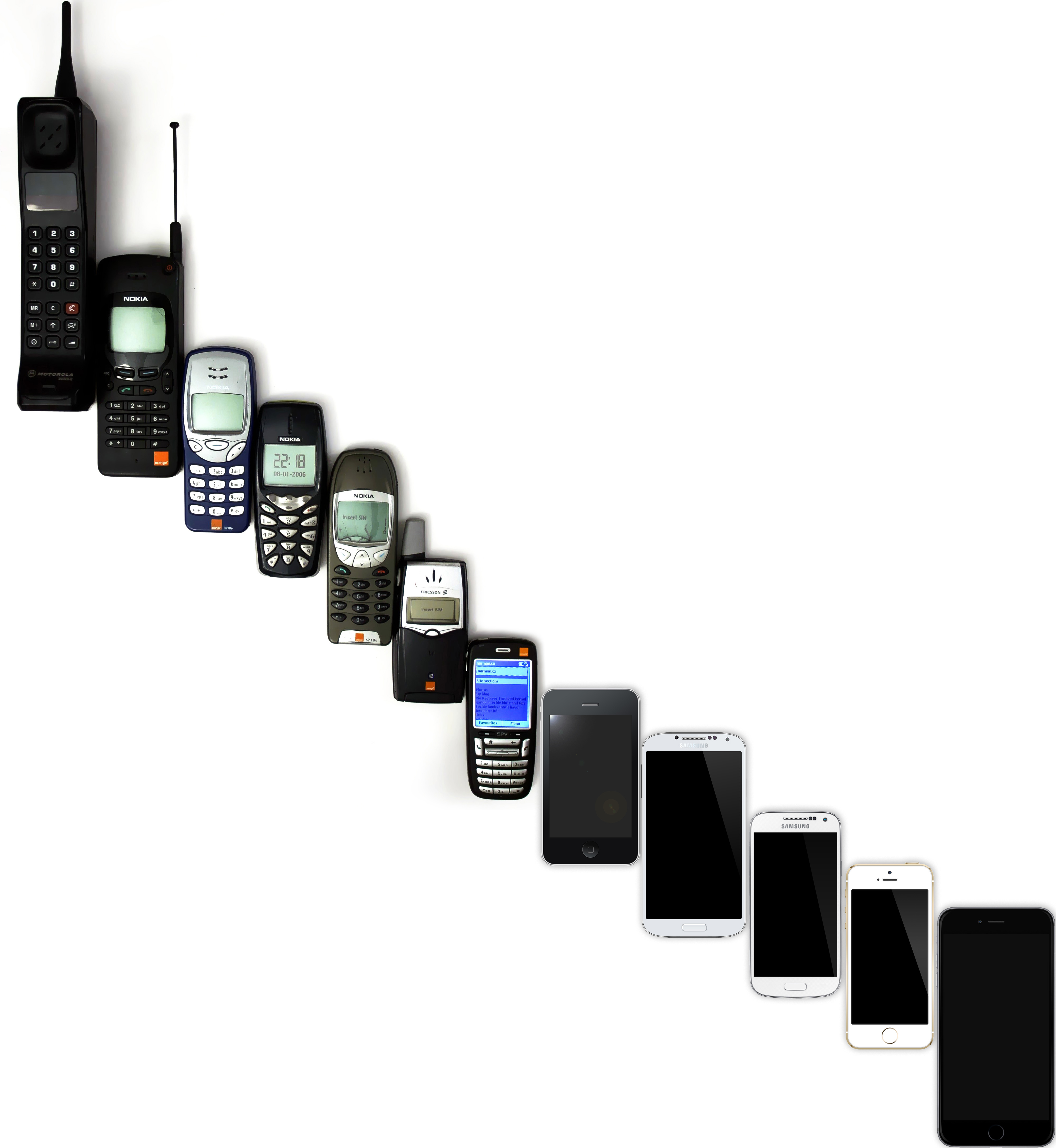
Evolución de los teléfonos celulares.

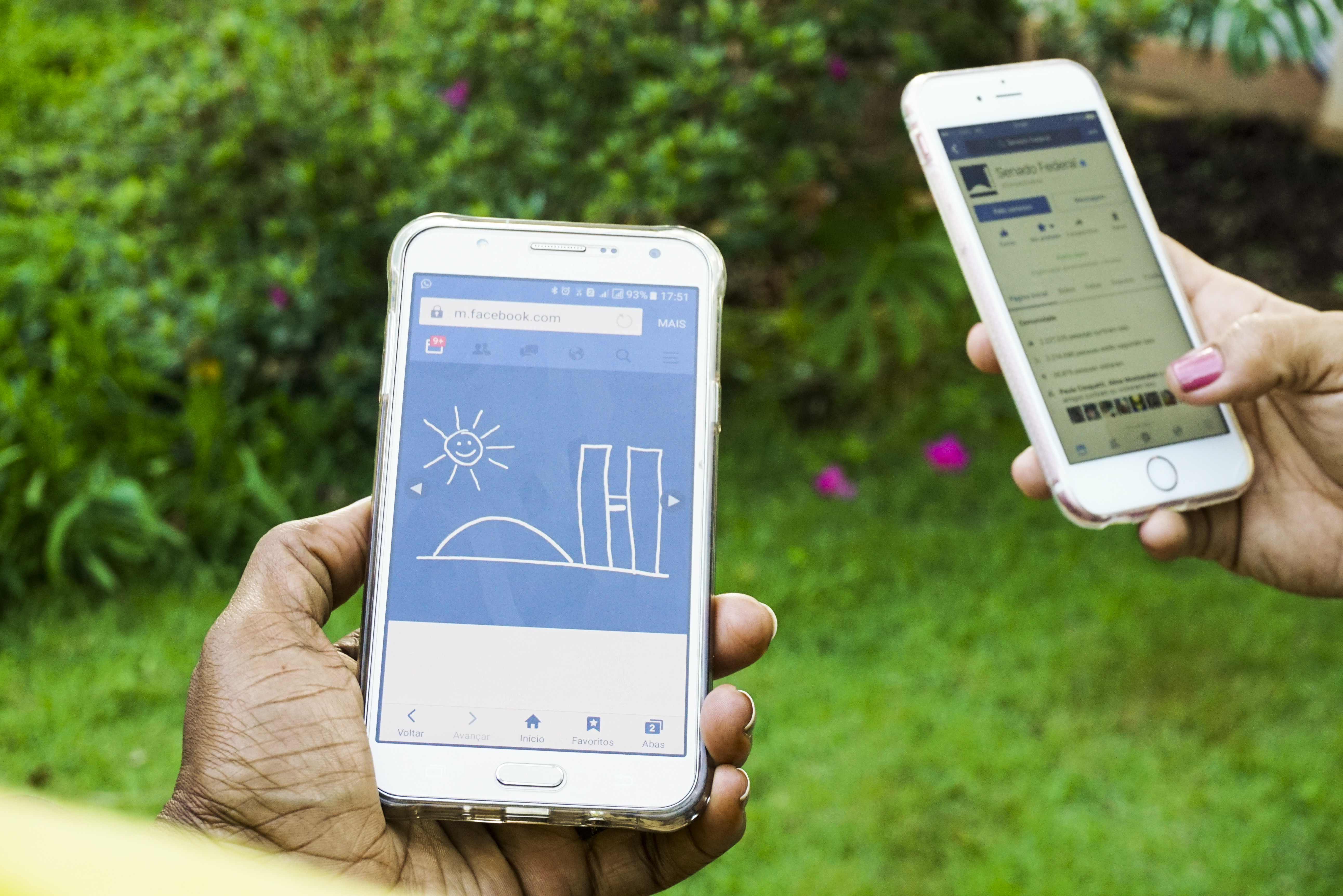
Dos teléfonos celulares "inteligentes": un Samsung Galaxy J5 (izquierda) y un iPhone 6s (derecha)

Un teléfono móvil o teléfono celular (mobile phone o cell phone en inglés),  (Esp. móvil) (Am. celular) (acortado como móvil o celular) es un dispositivo electrónico portátil, que puede permitir llamadas a través de una onda de radiofrecuencia, mientras el usuario se está moviendo dentro de un área de servicio telefónico. El enlace de radiofrecuencia establece una conexión con los sistemas de conmutación de un operador de telefonía móvil, que proporciona acceso a la red telefónica pública conmutada (PSTN). La mayoría de los servicios de telefonía móvil modernos utilizan una arquitectura de red de celdas (red celular) y por lo tanto los teléfonos móviles son, con frecuencia, llamados celulares.
Durante los inicios de la telefonía móvil, estos dispositivos tenían la función de realizar y recibir llamadas de voz, además de ser considerablemente grandes de tamaño, por lo que estos teléfonos eran conocidos como "ladrillos" en su época. Con la evolución de la tecnología celular analógica a la digital, fueron incluyéndose otras funciones como: mensajes de texto (SMS), MMS, comunicaciones inalámbricas de corto alcance (infrarrojos, bluetooth), videojuegos, cámara digital, acceso a Internet, entre otros. Además, con el tiempo, fue cambiado el factor de forma de los teléfonos móviles, pasando de los antiguos "ladrillos", a los "barras" y "plegables" de los años 1990 y 2000 (con teclado físico), hasta los actuales "slates" (de pantalla táctil y teclado virtual).[cita requerida]
Estos dispositivos fueron popularizándose en el mundo desarrollado durante el transcurso de los años 1990 y 2000 a nivel global. El teléfono de la Marca Blackberry también marco una etapa en la evolución de esta telefonía. Recientemente, en los años 2010 se popularizan los hoy día conocidos como «teléfonos inteligentes» (smartphones en inglés), que son teléfonos portátiles que pueden cumplir funciones de una computadora, aparte de las funciones mencionadas anteriormente.

## Historia

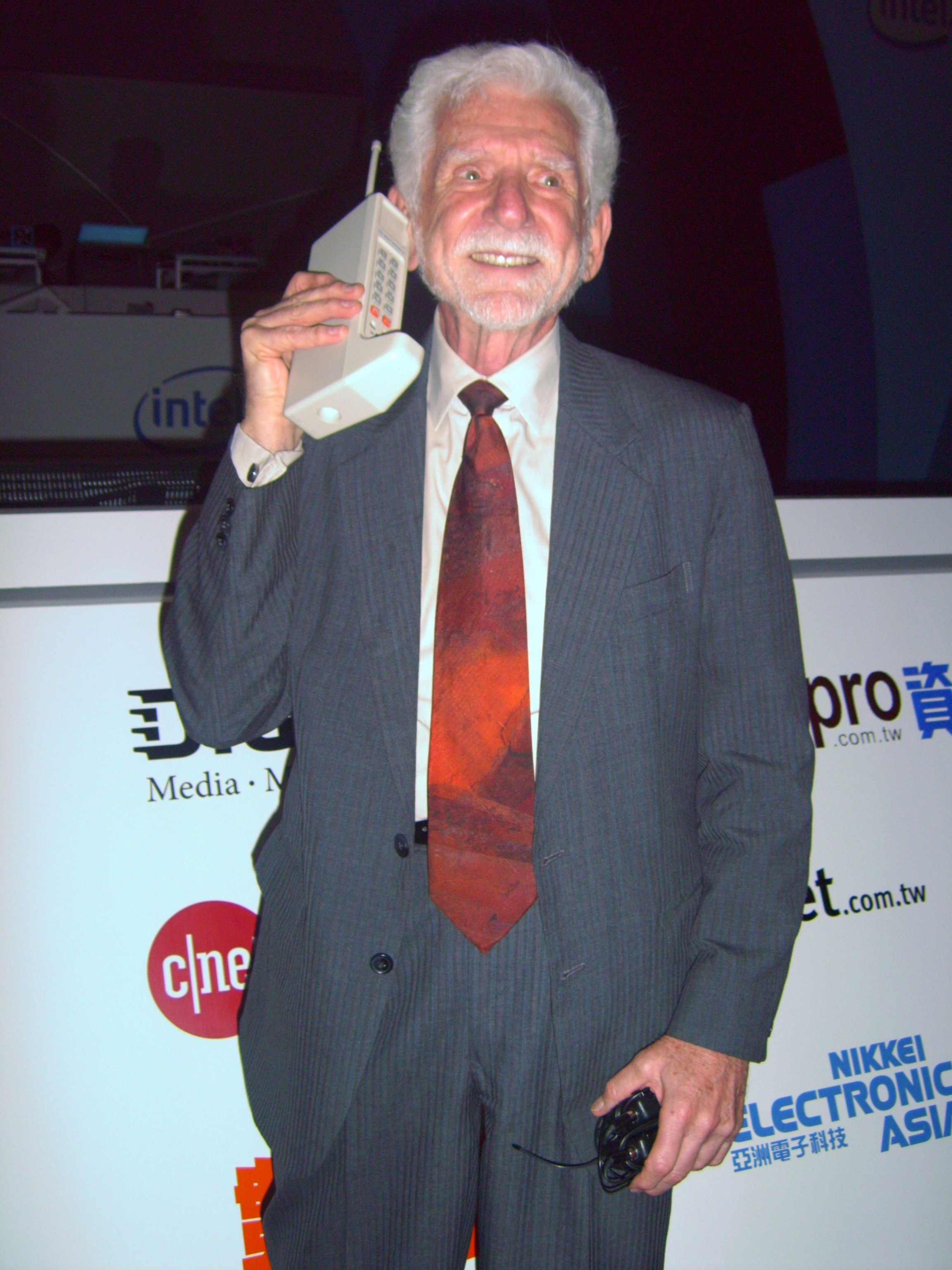
Martin Cooper de Motorola hizo la primera publicidad de una llamada con teléfono móvil portátil en un prototipo de modelo DynaTAC el 3 de abril de 1973. Esta es una dramatización hecha en 2007.

En las primeras etapas de la ingeniería de radio, se concibió un servicio de radio móvil de mano. En 1917, el inventor finlandés Eric Tigerstedt presentó una patente para un "Teléfono plegable de bolsillo con un micrófono de carbono muy delgado". Los primeros predecesores de los teléfonos móviles incluyen las comunicaciones de radio analógicas de barcos y trenes. La carrera para crear dispositivos telefónicos portátiles realmente comenzó después de la Segunda Guerra Mundial, con la evolución que tiene lugar en muchos países avanzados. 
En la URSS en los años 50, el inventor Leonid Kupriánovich desarrolló un dispositivo móvil de radio con un alcance de un kilómetro y medio, su invento fue publicado en la revista soviética Radio, pero no tuvo el éxito comercial del que gozó, el que realmente fue el primer teléfono móvil que fue presentado por John F. Mitchell y Martin Cooper de Motorola en 1973
, usando un pesado teléfono de 4,4 libras (2 kg). En 1983, el DynaTAC 8000x fue el primer teléfono móvil de mano disponible comercialmente. 
Los avances de la telefonía móvil se han trazado en "generaciones" sucesivas, empezando por los servicios "0G" (generación cero), tales como Servicio de Telefonía Móvil de Sistemas de Bell y su sucesor, el Servicio de Telefonía Móvil Mejorada. Estos sistemas "0G" no eran celular, soportaban algunas llamadas simultáneas, y eran muy caros.

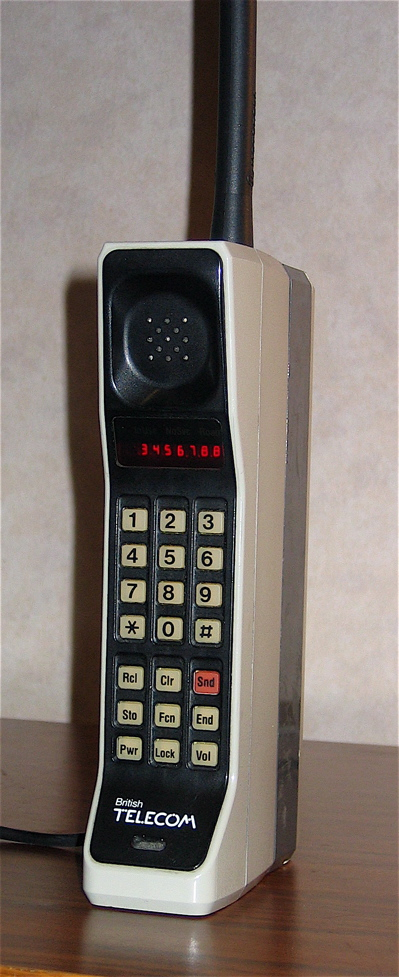
El Motorola DynaTAC 8000X (1984). El primer teléfono móvil celular disponible comercialmente.

El primer teléfono celular de mano fue presentado por Motorola en 1983, aunque el primer teléfono móvil de mano estuvo disponible comercialmente en los años 80. La primera red celular automatizada comercial fue lanzada en Japón por Nippon Telegraph and Telephone en 1979. Esto fue seguido en 1981 por el lanzamiento simultáneo del sistema de Telefonía Móvil Nórdica (NMT) en Dinamarca, Finlandia, Noruega y Suecia. Muchos otros países siguieron lanzando la red celular analógica (1G) en la década de 1980 y principios de la década de 1990. Estos sistemas de primera generación (1G) podían hacer llamadas simultáneas más lejos, pero todavía se utilizaba la tecnología analógica.
La primera llamada digital entre teléfonos celulares fue realizada en Estados Unidos en 1990.
En 1991, la segunda generación (2G) de tecnología celular digital fue lanzada en Finlandia por Radiolinja, en el estándar GSM. Esto provocó la competencia en el sector, ya que los nuevos operadores desafiaron a los operadores de red 1G existentes. Esta tecnología fue popularizándose en la segunda mitad de la década.

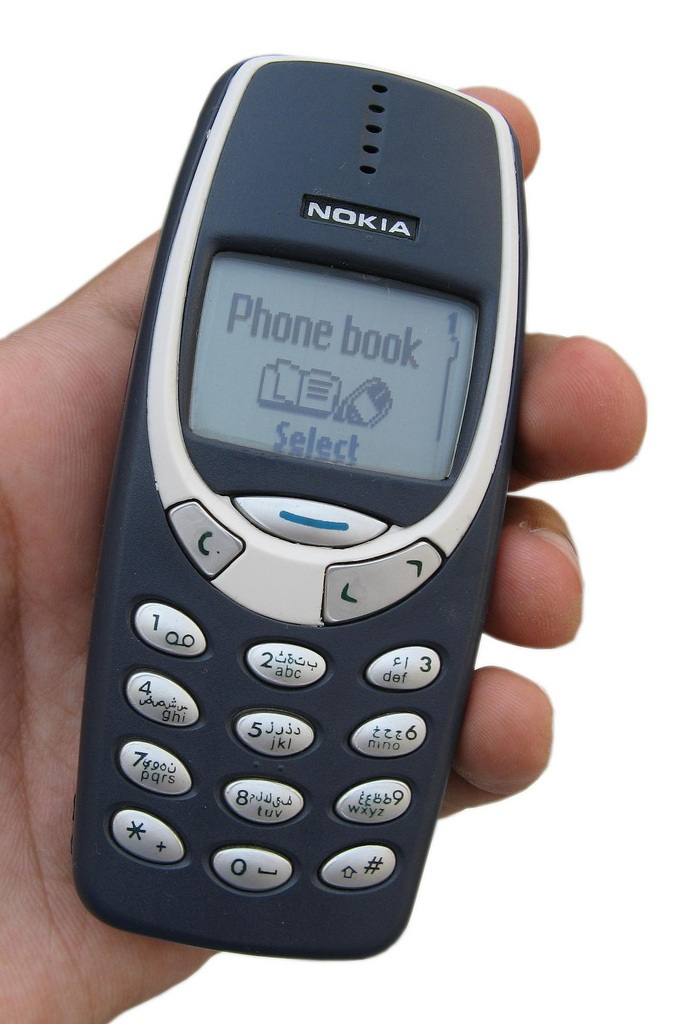
Nokia 3310.

Diez años más tarde, en el 2001, la tercera generación (3G) fue lanzada en Japón por NTT DoCoMo en el estándar WCDMA. Esto fue seguido de 3.5G (H o 3G+) y luego el HSPAP (H+), que son mejoras basadas en el acceso de paquetes de alta velocidad (HSPA) de la familia, lo que permite a las redes UMTS tienen mayores velocidades de transferencia de datos y la capacidad. 
Para el año 2009, se hizo evidente que, en algún momento, las redes 3G se verían abrumadas por el crecimiento de las aplicaciones de banda ancha, tales como transmisión multimedia. En consecuencia, la industria comenzó a buscar a las tecnologías de datos de cuarta generación optimizadas, con la promesa de mejorar la velocidad hasta diez veces sobre tecnologías 3G existentes. Las dos primeras tecnologías disponibles en el mercado facturadas como 4G eran el estándar WiMAX, ofrecido en Norteamérica por Sprint, y el estándar LTE, quien se ofreció por primera vez en Escandinavia por TeliaSonera. Posteriormente apareció el 4.5 G (LTE-A).
Para el año 2019 se lanzaron las primeras redes comerciales 5G en algunas partes del mundo, aunque más bien sigue siendo una tecnología experimental actualmente, con proyecciones a expandirse en el transcurso de la década de 2020. 
Desde 1973 a 2005, las suscripciones de teléfonos móviles en todo el mundo crecieron a más de siete mil millones, habiendo más teléfonos móviles que personas en el planeta y llegando hasta el fondo de la pirámide económica. Durante los años 1990 y 2000, los principales fabricantes de celulares eran Nokia, Motorola, entre otros. Actualmente, los principales fabricantes de teléfonos móviles son: Samsung, Apple y Huawei.

## Características
Todos los teléfonos celulares tienen una variedad de características en común, pero los fabricantes buscan diferenciación de producto por añadir funciones para atraer consumidores. Esta competición ha dirigido a una gran innovación en el desarrollo del teléfono celular en los últimos 20 años.
Los componentes comunes encontrados en todos los teléfonos son:
- Una batería, proporcionando la fuente de energía para las funciones del teléfono. Un teléfono moderno generalmente usa una batería de iones de litio (LIB), mientras que los teléfonos más antiguos usaban baterías de hidruro de níquel-metal (Ni-MH). Desde fines de los años 2010 la mayoría de los teléfonos inteligentes las baterías no son extraíbles por el consumidor.
- Un mecanismo de entrada para dejar interactuar al usuario con el teléfono. La entrada más común son las pantallas táctiles en los teléfonos inteligentes, pero en los más antiguos se usan botones, es decir por medio del teclado físico (del tipo 3x4).
- Una pantalla que repite al usuario lo que está escribiendo, muestra mensajes de texto, contactos y más. Las pantallas cada vez son de mayor tamaño y resolución, además de ser capacitivas o táctiles (a diferencia de los teléfonos antiguos que solamente actuaban como visualizador).
- Los servicios básicos de telefonía móvil que permiten a los usuarios hacer llamadas y enviar mensajes de texto.
- Todos los teléfonos GSM utilizan una tarjeta SIM que permiten tener una cuenta que puede intercambiarse entre los dispositivos. Algunos dispositivos CDMA también tienen una tarjeta similar llamado un R-UIM.
- Algunos dispositivos GSM, WCDMA, iDEN y algunos teléfonos satelitales se identifican por un número de Identidad del Equipo Móvil Internacional (IMEI).

Los teléfonos móviles de gama baja se refieren generalmente como teléfonos con funciones, y ofrecen servicios de telefonía básica. Los terminales con capacidad de computación más avanzada mediante el uso de aplicaciones de software nativas son conocidos como teléfonos inteligentes.
Se han introducido varias series de teléfonos para hacer frente a segmentos de mercado específicos, tales como el RIMBlackBerry centrándose en las necesidades de correo electrónico de clientes corporativos/empresariales, la serie Sony-Ericsson 'Walkman' de música/móvil y serie 'Cyber-shot' de cámara/teléfono, el Nokia Nseries de teléfonos multimedia, el Palm Pre, el HTC Dream y el iPhone de Apple.
En Argentina cuando se compra un equipo con abono, la empresa de telefonía exige un período mínimo de permanencia, que figura en el contrato. Cuando termina ese plazo, la empresa tiene la obligación de dar el código de desbloqueo del equipo. Si un cliente quiere cambiar de compañía, sin respetar ese período de permanencia, puede hacerlo pagando una suma por esa rescisión anticipada.

### Calidad de sonido
En calidad de sonido, los teléfonos inteligentes y los teléfonos con funciones varían muy poco. Han aparecido nuevos teléfonos inteligentes con algunas características que mejora la calidad de audio, tales como Voz sobre LTE y Voz HD. La calidad del sonido aún continúa siendo un problema ya que esto depende no tanto del propio teléfono, sino de la calidad de la red y, en llamadas de larga distancia, los cuellos de botella encontrados en el camino. Como tal, para llamadas de larga distancia, incluso las características Voz sobre LTE y voz HD puede no mejorar las cosas. En algunos casos, los teléfonos inteligentes pueden mejorar la calidad de audio incluso en llamadas de larga distancia, usando el servicio de telefonía VoIP, con la conexión Wifi/Internet de otra persona. Algunos teléfonos celulares tienen pequeños altavoces de modo que el usuario puede utilizar una función de altavoz y hablar con una persona en el teléfono sin sujetarlo a su oído. También se pueden utilizar pequeños altavoces para escuchar archivos de audio digitales de música o de voz, o ver vídeos con un componente de audio, sin sostener el teléfono cerca de la oreja.

### Mensajes de texto
La aplicación de datos más utilizada en los teléfonos móviles es el Servicio de Mensajes de texto cortos (SMS). El primer mensaje SMS fue enviado desde un ordenador a un teléfono móvil en 1992 en el Reino Unido, mientras que el primer SMS de persona a persona de un teléfono a otro fue enviado en Finlandia en 1993. El primer servicio móvil de noticias, emitido a través de SMS, fue lanzado en Finlandia en 2000,[cita requerida] y posteriormente, muchas organizaciones proporcionan los servicios de noticias a través de SMS "bajo demanda" e "instantánea". El Servicio de Mensajería Multimedia (MMS) fue introducido en el 2001.[cita requerida]

### Tarjeta SIM

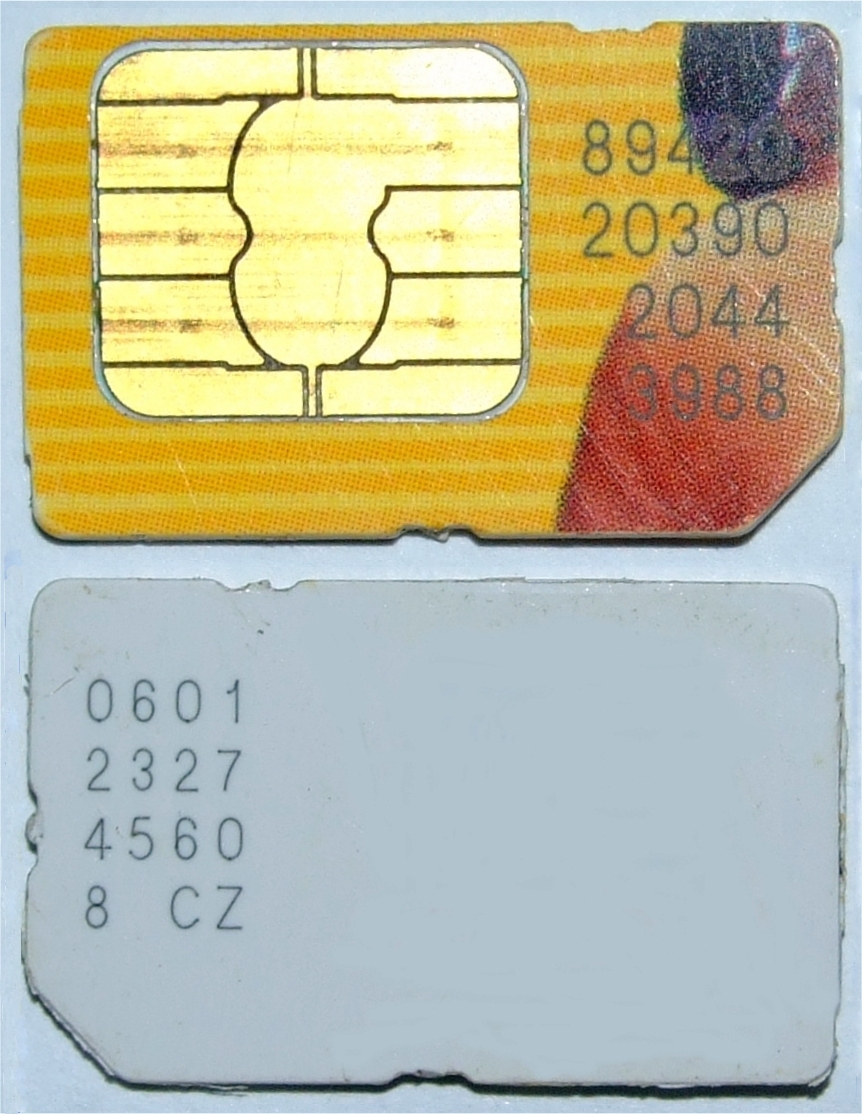
Típica tarjeta SIM de un teléfono móvil.

Los teléfonos con funciones GSM requieren de pequeños microchips llamados Módulo de Identidad de Abonado o tarjeta SIM, para poder funcionar en la red. La tarjeta SIM es aproximadamente del tamaño de un sello de correos pequeño y por lo general se coloca debajo de la batería en la parte trasera del dispositivo. La SIM almacena de forma segura la clave de servicio del abonado (IMSI) y la K¡ usada para identificar y autenticar al usuario del teléfono móvil. La tarjeta SIM permite a los usuarios cambiar de teléfono simplemente retirando la tarjeta SIM de un teléfono móvil e insertándola en otro teléfono móvil o dispositivo de telefonía de banda ancha, siempre que no esté impedido por un bloqueo de SIM.
La primera tarjeta SIM fue fabricada en 1991 por el fabricante de tarjetas inteligentes Múnich Giesecke & Devrient para el operador de red inalámbrico finlandés Radiolinja.
Existen teléfonos móviles que pueden contener hasta cuatro tarjetas SIM, llamados teléfonos híbridos. Las tarjetas SIM y R-UIM se pueden sincronizar para permitir acceso a las redes GSM y CDMA disponibles.
A partir de 2010 este tipo de teléfonos se hizo popular en la India e Indonesia y otros mercados emergentes, esto se atribuyó al deseo de obtener la tasa más baja de llamadas on-net. En el 3T de 2011, Nokia envió 18 millones de teléfonos de doble SIM de su gama de bajo costo en un intento de recuperar el terreno perdido en el mercado de teléfonos inteligentes de alta gama.

## Tipos

### Teléfonos inteligentes
El término teléfono inteligente (del inglés smartphone) se utiliza más bien con fines comerciales para distinguir de los teléfonos móviles básicos. En gran parte del mundo, los teléfonos inteligentes superaron el uso de los teléfonos convencionales básicos en la década de 2010. Estos dispositivos funcionan sobre una plataforma informática móvil, con mayor capacidad de almacenar datos y capaz de realizar tareas simultáneamente, tareas que realiza una computadora, y con una mayor conectividad que un teléfono convencional. La mayoría de estos dispositivos cuentan con una pantalla capacitiva (táctil) de alta resolución para poder interactuar por medio de la entrada (teclado) virtual, y visualizar el contenido multimedia en mejor calidad.[cita requerida]

### Teléfonos básicos
Los términos teléfono básico (del inglés feature phone) y teléfono convencional son retrónimos aplicados a ciertos teléfonos móviles de baja gama o de características límitadas frente a la introducción de los teléfonos inteligentes. Los teléfonos básicos dominaron el mercado de la telefonía celular desde sus inicios, hasta finales de la década de 2000 con el avance de los teléfonos inteligentes. Hoy día siguen existiendo, aunque en menor medida y con algunas diferencias con respecto a los teléfonos básicos que estaban de moda en los años 1990 y 2000. 
Poseen funciones esenciales como la posibilidad de llamar o enviar mensajes de texto, y en algunos dispositivos el emplear archivos multimedia o navegar por internet usando conexiones de alta velocidad, GSM o WiFi. La mayoría de estos dispositivos cuentan con teclado físico y pantalla pequeña no capacitiva.

### Teléfonos Kosher
Hay restricciones religiosas del judaísmo ortodoxo, que, según algunas interpretaciones, los teléfonos móviles estándares puedan sobrepasar. Para hacer frente a este problema, algunas organizaciones rabínicas han recomendado que los móviles con capacidad de mensajería de texto no puedan ser utilizados por niños. Es así que, a los teléfonos con funciones limitadas son conocidos como teléfonos kosher y tienen la aprobación para su uso rabínico en Israel y en otros lugares por los judíos ortodoxos practicantes. A pesar de que estos teléfonos estén destinados a evitar contenidos obscenos, algunos vendedores reportan buenas ventas en adultos que prefieren la simplicidad de los dispositivos. Algunos teléfonos están aprobados para su uso por los trabajadores esenciales (como trabajadores de salud, de seguridad y de servicios públicos) el Sabbat, a pesar de que en general el uso de cualquier dispositivo eléctrico esté prohibido durante este tiempo.

## Operadores de telefonía móvil

Crecimiento en suscriptores de teléfono celular por país desde 1980 a 2009

Son las compañías de teléfono que proporcionan la red telefónica pública conmutada (PSTN), para que los usuarios de teléfonos móviles puedan acceder al servicio celular, ya sea por medio de un contrato (pospago) o por medio de recargas (prepago). El mayor operador móvil del mundo por número de suscriptores es China Mobile, el cual tiene más de 500 millones de suscriptores de telefonía móvil. Más de 50 operadores móviles tienen más de diez millones de suscriptores cada uno, y más de 150 operadores móviles han tenido por lo menos un millón de abonados a finales de 2009. En 2014, había más de siete mil millones de abonados de teléfonos móviles en todo el mundo, un número que se espera que siga aumentando.

## Fabricantes
Antes de 2010, Nokia era el líder del mercado. Sin embargo, desde entonces ha emergido la competencia en la región de Asia y el Pacífico, de marcas como Micromax, Nexian e i-Mobile, que han disminuido la cuota de mercado de Nokia. Los teléfonos inteligentes   Android también ganaron mucho terreno en toda la región gracias a Nokia. En la India, la cuota de mercado de Nokia se redujo significativamente desde 56 % hasta aproximadamente el 31 % en el mismo período. Su participación fue desplazada por proveedores de China e India de teléfonos móviles de gama baja.
En el primer trimestre de 2012, según Strategy Analytics, Samsung superó a Nokia en ventas, de 93,5 millones unidades frente a 82,7 millones de unidades de Nokia. En 2012 Standard & Poor's degradó a Nokia a la condición de estatus "basura", en BB+/B, con perspectiva negativa debido a la alta pérdida y una mayor disminución esperada debido al insuficiente crecimiento en las ventas de teléfonos inteligentes Lumia para compensar una rápida disminución de los ingresos procedentes de los teléfonos inteligentes basados en Symbian que se pronostica para los próximos trimestres. Los dispositivos más vendidos, como Samsung y Xiaomi, poseen Android como sistema operativo, siendo este último el sistema operativo celular más popular del mundo. En segundo lugar le sigue el sistema operativo iOS de Apple, con cerca del 20% de la cuota.
| Cuota de mercado de entre los 5 fabricantes de teléfonos móviles en el mundo, 1T-2022 | Cuota de mercado de entre los 5 fabricantes de teléfonos móviles en el mundo, 1T-2022 | Cuota de mercado de entre los 5 fabricantes de teléfonos móviles en el mundo, 1T-2022 | Cuota de mercado de entre los 5 fabricantes de teléfonos móviles en el mundo, 1T-2022 |
| Rango                                                                                 | Fabricante                                                                            | Informe de Shipments Market Share                                                     |                                                                                       |
| ------------------------------------------------------------------------------------- | ------------------------------------------------------------------------------------- | ------------------------------------------------------------------------------------- | ------------------------------------------------------------------------------------- |
| 1                                                                                     | Samsung                                                                               | 23 %                                                                                  |                                                                                       |
| 2                                                                                     | Apple                                                                                 | 18 %                                                                                  |                                                                                       |
| 5                                                                                     | Xiaomi                                                                                | 12 %                                                                                  |                                                                                       |
| 3                                                                                     | Oppo                                                                                  | 9 %                                                                                   |                                                                                       |
| 4                                                                                     | VIVO                                                                                  | 9 %                                                                                   |                                                                                       |
|                                                                                       | Otros                                                                                 | 30 %                                                                                  |                                                                                       |

- Nota: Envíos de proveedores son envíos de marca y se excluyen las ventas OEM para todos los proveedores

Otros fabricantes fuera de los primeros cinco lugares incluyen TCL Comunicatión, Lenovo, Sony Mobile Comunications, Motorola y LG Electronics. Pequeños jugadores actuales y pasados incluyen Audiovox (ahora UTStarcom), BenQ-Siemens, BlackBerry, Casio, CECT, Coolpad, Fujitsu, HTC, Just5, Intex, Karbonn Mobiles, Kyocera, Lumigon, Micromax Mobile, Mitsubishi Electric, Modu, NEC, Neonode, Openmoko, Panasonic, Palm, Pantech Wireless Inc., Philips, Sagem, Sanyo, Sharp, Sierra Wireless, SK Teletech, Trium y Toshiba.

## Uso

### General

Suscriptores de teléfono celular por 100 habitantes. Figura de 2014 estimada.

Los teléfonos móviles son usados para una variedad de propósitos, tales como mantener el contacto con miembros de la familia, conducir negocios, y con el fin de tener acceso a un teléfono en el caso de una emergencia. Algunas personas llevan más de un teléfono móvil para diferentes propósitos, tales como para uso comercial y personal. Se pueden usar múltiples tarjetas SIM para tomar ventaja de los beneficios de los diferentes planes de llamadas. Por ejemplo, un plan en particular podría prever llamadas más baratas locales, llamadas de larga distancia, llamadas internacionales, o itinerancia.

Suscripciones de banda ancha móviles activas por 100 habitantes

El teléfono móvil se ha usado en una variedad de diversos contextos de la sociedad. Por ejemplo:
- Un estudio realizado por Motorola encontró que uno de cada diez usuarios de telefonía móvil tienen un segundo teléfono que a menudo se mantiene en secreto de otros miembros de la familia. Estos teléfonos se pueden utilizar para participar en actividades tales como relaciones extramaritales o tratos comerciales clandestinos.[31]
- Algunas organizaciones ayudan a las víctimas de la violencia doméstica, proporcionando teléfonos móviles para su uso en situaciones de emergencia. Estos son a menudo los teléfonos reacondicionados.
- El advenimiento de la generalizada mensajería de texto ha producido la novela de teléfono celular, el primer género literario que surge en la era celular, a través de mensajes de texto a un sitio web que recopila novelas en su conjunto.[32]
- La telefonía móvil también facilita el activismo y el periodismo público siendo explorado por Reuters y Yahoo! y pequeñas empresas de noticias independientes como Jasmine News en Sri Lanka.
- Las Naciones Unidas informaron que los teléfonos móviles se han extendido más rápido que cualquier otra forma de tecnología y pueden mejorar la vida de las personas más pobres en los países en desarrollo, mediante el acceso a la información en los lugares donde la red fija o Internet no están disponibles, especialmente en los países menos desarrollados. El uso de los teléfonos móviles también genera una gran cantidad de microempresas, proporcionando este tipo de trabajo como la venta de tiempo aire en las calles y la reparación o reacondicionamiento de teléfonos.[33]
- En Malí y otros países africanos, la gente solía viajar de pueblo en pueblo para que sus amigos y familiares sepan sobre las bodas, nacimientos y otros eventos. Esto ahora se puede evitar en áreas con cobertura de telefonía móvil, que suelen ser más extensas que las zonas con la penetración de línea fija.
- La industria de la televisión recientemente ha empezado a utilizar los teléfonos móviles para impulsar la televisión en vivo a través de la visualización de las aplicaciones móviles, publicidad, televisión social, y televisión móvil.[34] Se estima que el 86% de los estadounidenses utilizan sus teléfonos móviles mientras ve la televisión.
- En algunas partes del mundo, el intercambio de teléfono móvil es común. Es frecuente en la India urbana, ya que las familias y grupos de amigos a menudo comparten uno o más teléfonos móviles entre sus miembros. Hay evidentes beneficios económicos, pero a menudo las costumbres familiares y los roles tradicionales de género juegan un papel.[35] Es común que un pueblo tenga acceso a un solo teléfono móvil, tal vez propiedad de un maestro o misionero, que está disponible para todos los miembros del pueblo para llamadas necesarias.[36]

### Para la distribución de contenidos
En 1998, uno de los primeros ejemplos de la distribución y venta de contenidos multimedia a través del teléfono móvil fue la venta de tonos de llamada por Radiolinja en Finlandia. Poco después, apareció otro contenido multimedia, tales como noticias, videojuegos, chistes, horóscopos, contenidos de televisión y publicidad. La mayoría del contenido inicial para los teléfonos móviles tienden a ser copias de medios heredados, tales como anuncios publicitarios o informativos de videoclips televisivos más destacados. Recientemente, un contenido único para los teléfonos móviles ha ido surgiendo, desde tonos de llamada y tonos de espera para movisodios, contenido de vídeo producido exclusivamente para teléfonos móviles.
En 2006, el valor total de los contenidos de los medios pagados de telefonía móvil superó al contenido multimedia de Internet pagado por 31 000 millones de dólares. El valor de la música en los teléfonos móviles superó los 9300 millones de dólares en 2007, y de juegos fue más de 5000 millones de dólares en el 2007.

### Al conducir un vehículo

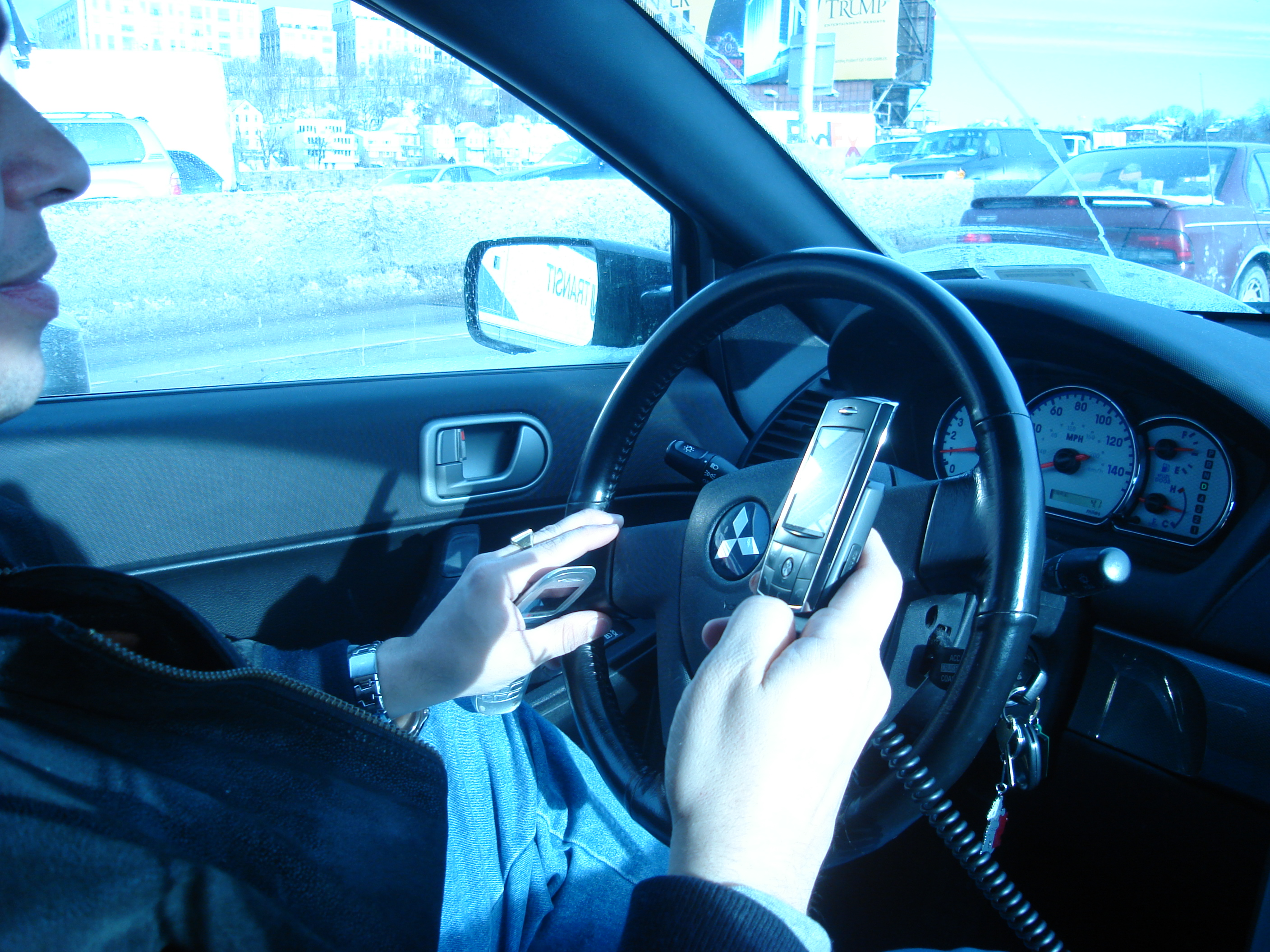
Un conductor de Nueva York utilizando dos teléfonos móviles

El uso del teléfono móvil mientras se conduce, incluso hablar por teléfono, mensajes de texto u operar otras funciones del teléfono, es muy común pero controvertido. Es ampliamente considerado como peligroso debido a la distracción al manejar. Distraerse mientras se conduce un vehículo motorizado se ha demostrado que aumenta el riesgo de accidentes. En septiembre de 2010, la Administración Nacional de Seguridad del Tráfico de Carreteras (NHTSA) de Estados Unidos informó que 995 personas fueron asesinadas por conductores distraídos por los teléfonos celulares. En marzo de 2011 una compañía de seguros de Estados Unidos, State Farm Insurance, anunció los resultados de un estudio que mostró 19 % de los conductores encuestados accede a Internet en un teléfono inteligente, mientras conduce. Muchas jurisdicciones prohíben el uso de teléfonos móviles mientras conducen. En Egipto, Israel, Japón, Portugal y Singapur está prohibido el uso de ambos, tanto para el uso del dispositivo como del manos libres (que utiliza un altavoz) están prohibidos. En otros países, incluyendo el Reino Unido y Francia y en muchos estados de Estados Unidos, solo el uso de los teléfonos de mano está prohibido, pero se permite el uso de manos libres.
Un estudio de 2011 informó que más del 90 % de los estudiantes universitarios encuestados mensajean (iniciar, resporder o leer) mientras conducen. La literatura científica sobre los peligros de conducir mientras se envía un mensaje de texto desde un teléfono móvil, o enviar mensajes de texto mientras se conduce, es limitada. Un estudio de simulación en la Universidad de Utah encontró un aumento de seis veces en accidentes relacionados con la distracción en cuanto a los mensajes de texto.
Debido a la complejidad creciente de los teléfonos móviles, que a menudo son más como ordenadores móviles por sus usos disponibles. Esto ha introducido dificultades adicionales para las fuerzas del orden cuando se trata de distinguir una de otra en el uso de los conductores que utilizan sus dispositivos. Esto es más evidente en los países que prohíben el uso tanto del aparato de mano y manos libres, en lugar de aquellas que prohíben el uso del aparato telefónico, ya que las autoridades no pueden saber fácilmente qué función del teléfono móvil se utiliza simplemente mirando al conductor. Esto puede llevar a los conductores de ser detenidos por usar su dispositivo de forma ilegal para una llamada telefónica cuando, de hecho, estaban usando el dispositivo de forma legal, por ejemplo, cuando se utilizan controles incorporadas del teléfono para el estéreo del coche, el GPS o el satnav.

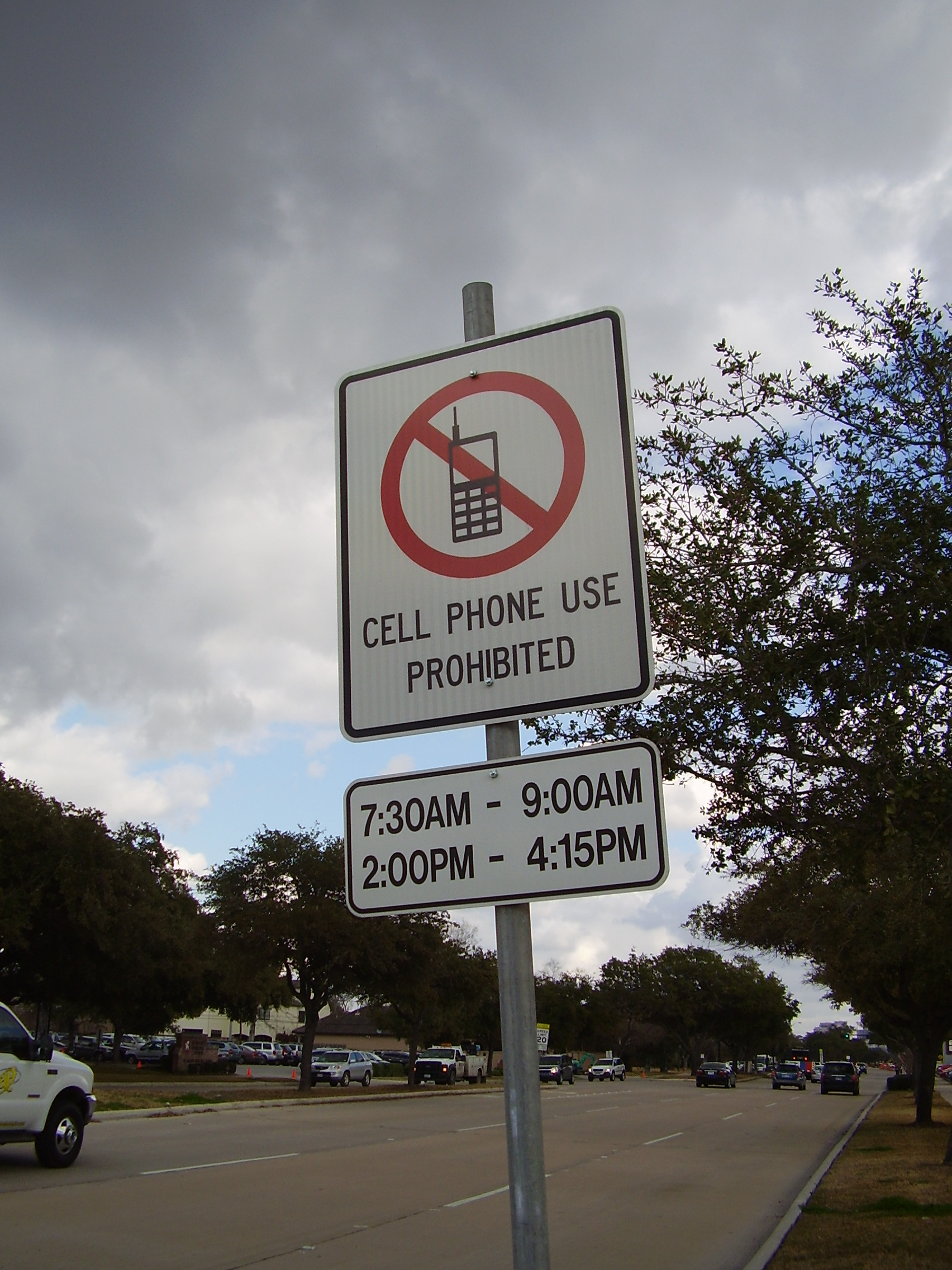
Una señal a lo largo de Bellaire Boulevard en Southside Place, Texas (Greater Houston) prohíbe el uso de teléfonos celulares mientras se conduce desde las 7:30 a. m. hasta las 9:00 a. m. y las 14:00 hasta las 16:15

Un estudio de 2010 examinó la incidencia de uso del teléfono móvil durante el ciclismo y sus efectos sobre el comportamiento y la seguridad. En 2013 una encuesta nacional en los EE. UU. informó el número de conductores que reportó el uso de sus teléfonos móviles para acceder a Internet mientras conducían se había elevado a casi uno de cada cuatro. Un estudio realizado por la Universidad de Illinois examinó enfoques para reducir el uso inapropiado y problemático de los teléfonos móviles, tales como el uso de teléfonos móviles durante la conducción.
Los accidentes que involucran a un conductor distraído por hablar con un teléfono móvil han comenzado a ser perseguido como una negligencia similar al exceso de velocidad. En el Reino Unido, desde el 27 de febrero de 2007, los automovilistas que sean encontrados usando un teléfono móvil de mano mientras conduce ganarán tres puntos de penalización en su licencia, además de la multa de 60 libras. Esta medida se introdujo para intentar frenar el incremento de conductores que infringían la ley. En Japón se prohíbe el uso de teléfonos móviles mientras conduce, incluyendo el uso de dispositivos de manos libres. Nueva Zelanda ha prohibido el uso de celulares de mano desde el 1 de noviembre de 2009. Muchos estados en los Estados Unidos han prohibido los mensajes de texto en teléfonos celulares mientras se conduce. Illinois se convirtió en el estado americano número 17 en hacer cumplir esta ley. A partir de julio de 2010, 30 estados habían prohibido enviar mensajes de texto mientras se conduce, con Kentucky convirtiéndose en la más reciente adición el 15 de julio. En México desde 2015 también es considerado un delito que puede ser castigado hasta con MXN$2642.15 En España, conducir y usar el teléfono a la vez está penalizado hasta con 200 Euros y la pérdida de tres puntos.
Public Health Law Research mantiene una lista de las leyes de distracción al conducir en los Estados Unidos. Esta base de datos de leyes ofrece una visión completa
de las provisiones de leyes que restringen el uso de dispositivos de comunicación móvil mientras se conduce para los 50 estados y el Distrito de Columbia entre 1992 (cuando se aprobó la primera ley), hasta el 1 de diciembre de 2010. El conjunto de datos contiene información sobre 22 variables dicotómicas, continuas o categóricas que incluyen, por ejemplo, actividades reguladas (por ejemplo, mensajes de texto versus hablar, manos libres versus sostenerlo), poblaciones específicas y exenciones.

### Banca móvil y pagos

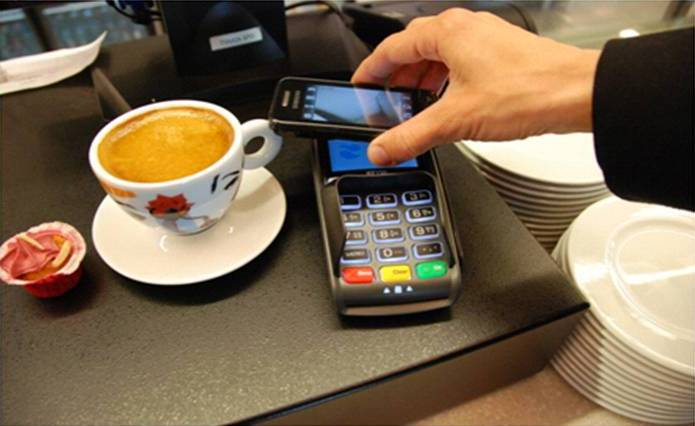
Sistema de pago móvil

En muchos países, los teléfonos móviles se utilizan para proporcionar servicios de banca móvil, que pueden incluir la capacidad de transferir los pagos en efectivo por mensaje de texto SMS seguro. El servicio de banca móvil M-PESA de Kenia, por ejemplo, permite a los clientes del operador de telefonía móvil Safaricom retener saldos de efectivo que son registrados en sus tarjetas SIM. El efectivo puede ser depositado o retirado de las cuentas de M-PESA en los puntos de venta Safaricom de todo el país, y se puede transferir electrónicamente de persona a persona y utilizar para pagar las facturas de las empresas.
La banca sin sucursales también ha tenido éxito en Sudáfrica y Filipinas. Un proyecto piloto en Bali se puso en marcha en 2011 por la Corporación Financiera Internacional y un banco de Indonesia, Bank Mandiri.
Otra aplicación de la tecnología de la banca móvil es Zidisha, una plataforma de micropréstamos sin fines de lucro con sede en Estados Unidos que permite a los residentes de los países en desarrollo aumentar los préstamos de pequeñas empresas de usuarios Web en todo el mundo. Zidisha utiliza la banca móvil para los desembolsos de préstamos y reembolsos, la transferencia de fondos de los prestamistas en los Estados Unidos a los prestatarios en zonas rurales de África que tienen teléfonos móviles y que pueden utilizar el Internet.
Los pagos móviles se pusieron a prueba por primera vez en Finlandia en 1998, cuando se habilitaron dos máquinas expendedoras de Coca-Cola en Espoo para trabajar con pagos SMS. Con el tiempo, la idea se extendió y en 1999, las Filipinas lanzó los primeros sistemas de pagos móviles comerciales del país con los operadores móviles Globe y Smart.
Algunos teléfonos móviles pueden realizar pagos móviles a través de programas de facturación móvil directa, o mediante los pagos sin contacto, si el teléfono y el punto de venta soportan Near Field Communication (NFC). La activación de los pagos sin contacto a través de los teléfonos móviles equipados con NFC requiere la cooperación de los fabricantes, operadores de redes y comerciantes al por menor.

### Seguimiento y privacidad
Los teléfonos móviles se utilizan comúnmente para recopilar datos de localización. Mientras que el teléfono está encendido, la ubicación geográfica de un teléfono móvil se puede determinar con facilidad (si se utiliza o no) usando una técnica conocida como multilateración para calcular las diferencias en tiempo que una señal viaja desde el teléfono móvil a cada una de varias torres de telefonía móvil cercanas al propietario del teléfono.
Los movimientos de un usuario de teléfono móvil pueden ser rastreados por su proveedor de servicios y, si se desea, por las fuerzas del orden y sus gobiernos. Tanto la tarjeta SIM como el teléfono pueden ser rastreados.
China ha propuesto el uso de esta tecnología para realizar un seguimiento de las pautas de movilidad de los residentes de la ciudad de Beijing. En el Reino Unido y los Estados Unidos, la policía y los servicios de inteligencia utilizan teléfonos móviles para realizar operaciones de vigilancia. Poseen tecnología que les permite activar los micrófonos en los teléfonos móviles de forma remota con el fin de escuchar las conversaciones que tienen lugar cerca del teléfono.
Los hackers son capaces de rastrear la ubicación de un teléfono, leer los mensajes y grabar las llamadas, con solo saber el número de teléfono.

### Robos
De acuerdo con la Comisión Federal de Comunicaciones, uno de cada tres robos involucran el robo de un teléfono móvil. Datos de la Policía en San Francisco muestran que la mitad de todos los robos en 2012 fueron robos de teléfonos móviles. Una petición en línea en Change.org, llamada Asegurar nuestras smartphones (Secure our Smartphones), instó a fabricantes de teléfonos inteligentes a que instalaran interruptores de apagado (kill switches) en sus dispositivos para que queden inutilizables en caso de robo. La petición es parte de un esfuerzo conjunto por el fiscal general de Nueva York, Eric Schneiderman y el fiscal del distrito de San Francisco, George Gascón, y fue dirigido a los directores generales de los principales fabricantes de teléfonos inteligentes y operadores de telecomunicaciones. En México el robo de celulares aumentó un 500% en el año 2017 convirtiéndolos en los objetos más robados, puesto que permite a los delincuentes ganar dinero con su reventa y las penas por ese delito son mínimas.
El lunes 10 de junio de 2013, Apple anunció que instalaría un "interruptor de apagado" en su próximo sistema operativo iPhone, debido a su debut en octubre de 2013. Por otro lado Android ofrece su aplicación Encontrar mi dispositivo para encontrar el teléfono perdido, bloquearlo o restablecerlo borrando toda su información a distancia. Asimismo, los proveedores ofrecen el bloqueo por IMEI para dejar inservibles los teléfonos robados. También existen formas de evitar este delito como evitar exponer el teléfono en lugares concurridos, contestar llamadas y mensajes solo en lugares seguros, evitar resistirse al asalto, bloquear el teléfono y evitar usarlo en lugares peligrosos.
En Argentina, como medida para combatir los robos a los teléfonos celulares y dar más seguridad a los usuarios del servicio, los titulares de líneas de telefonía celular deben registrar sus datos en los registros de las compañías de telefonía celular.

## Efectos en la salud
El efecto de la radiación del teléfono móvil en la salud humana es el tema de reciente interés y estudio, como resultado del enorme aumento en el uso de teléfonos móviles en todo el mundo. Los teléfonos móviles utilizan radiación electromagnética en el rango de las microondas, que algunos creen que puede ser perjudicial para la salud humana. Existe una gran cantidad de investigaciones, tanto epidemiológica y experimental, en animales no humanos y en los seres humanos. La mayoría de estas investigaciones no muestran relación causal clara entre la exposición a los teléfonos móviles y los efectos biológicos nocivos en los seres humanos. Esto a menudo se parafraseó simplemente como el balance de evidencia que muestra ningún daño de los teléfonos móviles a los seres humanos, aunque un número significativo de estudios individuales sí sugieren una relación, o no son concluyentes. Otros sistemas inalámbricos digitales, tales como las redes de comunicación de datos, producen radiación similar.
El 31 de mayo de 2011, la Organización Mundial de la Salud declaró que el uso de teléfonos móviles, posiblemente, puede representar riesgo para la salud a largo plazo, clasificando la radiación de los teléfonos móviles como "Posiblemente cancerígeno para los seres humanos" después de que un equipo de científicos revisaran estudios en teléfono móvil seguros. El teléfono móvil está en la categoría 2B, lo que la ubica junto al café y otras posibles sustancias cancerígenas.
Algunos estudios recientes han encontrado una asociación entre el uso de teléfonos móviles y algunos tipos de tumores cerebrales y de la glándula salival. Lennart Hardell y otros autores de un metaanálisis del 2009 sobre 11 estudios de revistas revisadas por pares concluyeron que el uso del teléfono celular durante al menos diez años "duplica aproximadamente el riesgo de ser diagnosticado con un tumor cerebral en el mismo ('ipsilateral') lado de la cabeza que prefiera usar teléfonos celulares".
Un estudio anterior sobre el uso del teléfono móvil, muestra un informe del "40% de aumento en el riesgo de gliomas (cáncer cerebral) en la máxima categoría de grandes usuarios (media: 30 minutos por día durante un período de 10 años)". Esto es un revés al estudio previo con la posición de que el cáncer es poco probable que sea causado por los teléfonos móviles o sus estaciones base y los comentarios que no habían encontrado evidencia convincente para otros efectos en la salud. Sin embargo, un estudio publicado el 24 de marzo de 2012 en la British Medical Journal cuestionando estas estimaciones, debido a que el aumento en los cánceres de cerebro no ha sido paralelo al aumento del uso de teléfonos móviles. Ciertos países, como Francia, han advertido sobre el uso de teléfonos móviles por los menores de edad en particular, debido a la incertidumbre sobre el riesgo para la salud. La contaminación de móviles mediante la transmisión de ondas electromagnéticas puede disminuir hasta un 90 % adoptando el circuito tal como fue diseñado en el teléfono móvil (MS) y central móvil (BTS, MSC, etc.).
En mayo de 2016, los resultados preliminares de un estudio a largo plazo por el gobierno de los Estados Unidos sugirió que la radiación de la radiofrecuencia (RF), del tipo emitida por los teléfonos celulares pueden causar cáncer.

## Evolución futura
5G es una tecnología y un término utilizado en trabajos y proyectos de investigación para referirse a la siguiente fase importante en las normas de telecomunicaciones móviles más allá de los estándares 4G/IMT-Avanced. El término 5G no se utiliza oficialmente en cualquier especificación o documento aún hecha pública oficial por las empresas de telecomunicaciones o los organismos de normalización, tales como 3GPP, WiMAX Forum o UIT-R. Nuevos estándares más allá de 4G actualmente están siendo desarrolladas por los organismos de normalización, pero son en este momento visto como bajo el paraguas 4G, no para una nueva generación móvil. Deloitte predice un colapso en el rendimiento inalámbrico a venir tan pronto como 2016, a medida que más dispositivos que utilizan cada vez más servicios compiten por el ancho de banda limitado para su operación. En 2019 ya hay a la venta teléfonos con capacidad 5G, como el LG V50 ThinQ 5G, aunque apenas hay redes con cobertura 5G en el mundo. Es una tecnología que se impondrá progresivamente, a partir del año 2022.

## Impacto ambiental

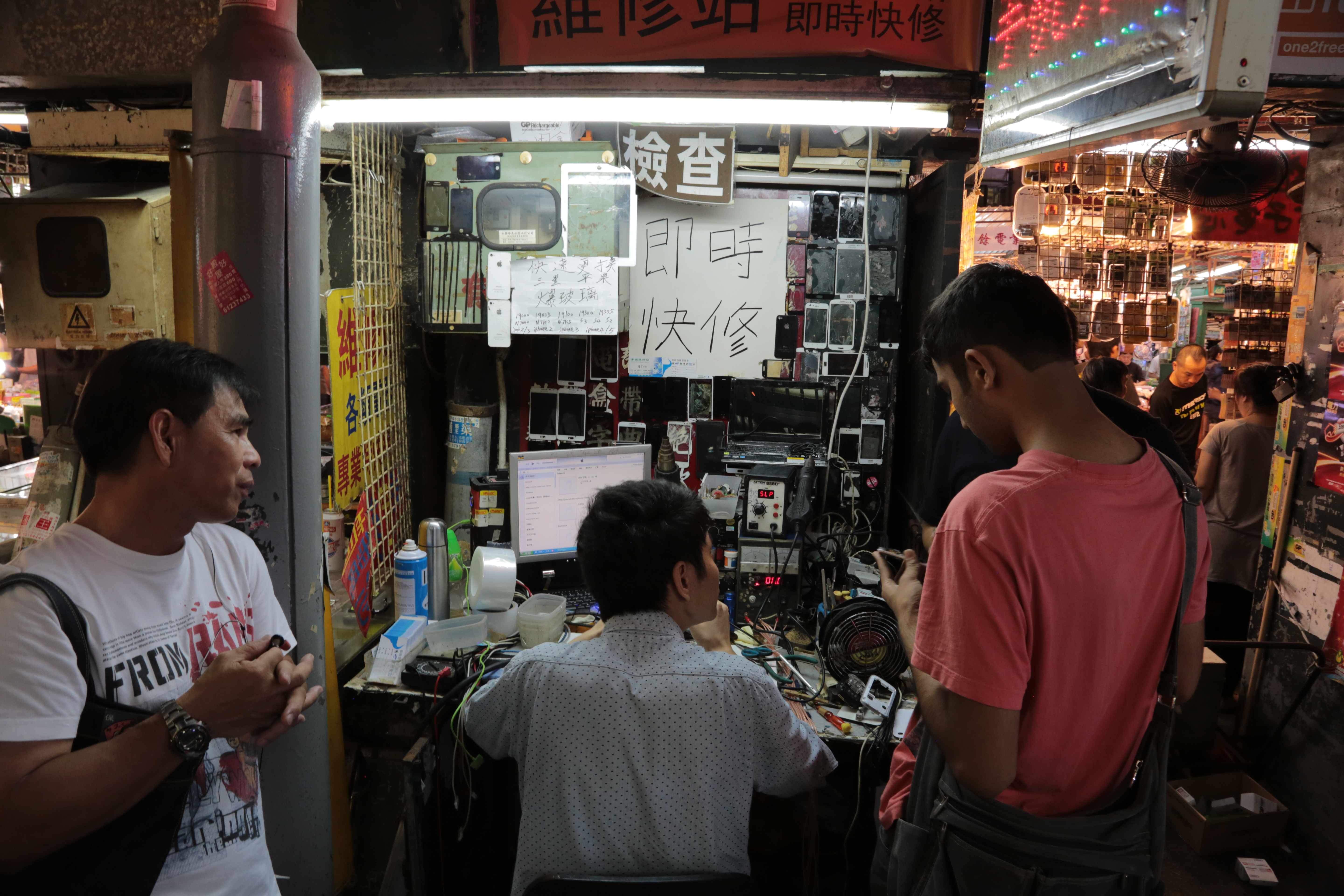
Un quiosco de reparación de teléfonos celulares en Hong Kong

Los estudios han demostrado que alrededor del 40-50 % del impacto ambiental de los teléfonos móviles se produce durante la fabricación de sus placas de circuitos impresos y circuitos integrados.
El usuario promedio reemplaza su teléfono móvil cada 11 a 18 meses, y los celulares descartados luego contribuyen a la basura electrónica. Fabricantes de teléfonos móviles en Europa están sujetos a la directiva WEEE, y Australia ha introducido un sistema de reciclaje de teléfonos móviles.
Apple se ha dado cuenta de cómo sus productos cuando no se reciclan impactan al medio ambiente y los residuos son valiosos recursos. Liam de Apple se introdujo al mundo como un desensamblador robótico avanzado y clasificador diseñada por Ingenieros de Apple en California específicamente para el reciclaje de iPhones obsoletos o rotos. Reutiliza y recicla piezas de productos negociados.[350]

### Minerales conflictivos
La demanda de los metales usados en los teléfonos móviles y otros electrónicos alimentaron la segunda guerra del Congo, que cobró casi 5,5 millones de vidas. En una noticia de 2012, The Guardian informó: "Inseguridad en minas subterráneas profundas en el este del Congo, niños trabajan para extraer minerales esenciales para la industria de la electrónica. Los beneficios de los minerales financian el conflicto más sangriento desde la segunda guerra mundial; la guerra ha durado más de 20 años y recientemente ha estallado de nuevo... Durante los últimos 15 años, la República Democrática del Congo ha sido una importante fuente de recursos naturales para la industria de la telefonía móvil."
La compañía Fairphone ha intentado desarrollar un teléfono móvil que no contiene minerales conflictivos.

### Reciclaje
El reciclaje de teléfonos móviles es el proceso de reciclaje que pueden seguir los teléfonos móviles (también llamados celulares) al final de su vida útil.
A causa del frecuente cambio de dispositivos, el bajo costo, e incluso la obsolescencia programada, muchísimos teléfonos son desechados anualmente, lo cual contribuye a la creciente cantidad de residuos electrónicos alrededor del mundo. Los recicladores consideran a este tipo de deshechos un problema que se expande rápidamente. En los Estados Unidos, aproximadamente un 70% de metales pesados en los basureros proviene de tecnología desechada. Los residuos electrónicos apenas representan entre un 2% y un 5% de la basura en los vertederos de aquel país, sin embargo esta cifra crece rápidamente.
Los teléfonos celulares son considerados "residuos peligrosos" en California. Muchas sustancias químicas presentes en tales dispositivos drenan de los basureros al sistema de agua subterránea. La organización Greenpeace advierte de que al estar soldada la batería del iPhone a su carcasa, se dificulta su reciclado. También señala que sus científicos han encontrado tóxicos Ftalatos en los cables de este modelo de teléfono celular, y añade que esto va en contra de la proposición 65, la cual exige advertir de esto en las etiquetas de los productos que exponen a los consumidores a esta sustancia tóxica.